# Penseelvissen
Penseelvissen (Hemiodontidae) zijn een familie van straalvinnige vissen uit de orde van Karperzalmachtigen (Characiformes).

## Geslachten
- Anodus Spix, 1829
- Argonectes J. E. Böhlke & G. S. Myers, 1956
- Bivibranchia C. H. Eigenmann, 1912
- Hemiodus J. P. Müller, 1842
- Micromischodus T. R. Roberts, 1971